# Platte River (Missouri)
Der Platte River ist ein 275 km langer linker Nebenfluss des Missouri River im Südwesten Iowas und Nordwesten Missouris in den Vereinigten Staaten.
Er wird oft zur Unterscheidung vom größeren Platte River, der ebenfalls ein Zufluss des Missouri Rivers ist und im nahegelegenen Nebraska liegt, als Little Platte River bezeichnet. Der größere Platte River hat jedoch selbst einen Zufluss, der als Little Platte River bekannt ist.

## Lauf
Der Platte River entspringt in der Nähe von Creston im Union County und fließt stets südwärts durch die Countys Adams, Ringgold County und Taylor in Iowa, sowie die Countys Worth, Nodaway, Andrew, Buchanan und Platte in Missouri. Entlang seines Laufes passiert er die Städte Maloy, Blockton und Athelstan in Iowa, sowie Sheridan, Parnell, Ravenwood, Conception Junction, Guilford, Tracy, Platte City und Farley in Missouri. Der Platte River mündet in der Nähe von Farley, flussabwärts von Leavenworth, in den Missouri River.
Mehrere Abschnitte des Flusses wurden begradigt und kanalisiert.

## Zuflüsse
In der Nähe seines Quellgebietes in Iowa nimmt der Platte verschiedene kleinere Arme auf, die als West Platte River, Middle Platte River, und East Platte River bekannt sind.
Im Buchanan County, Missouri münden der One Hundred and Two River und der Third Fork ein, der im Gentry County entspringt und südwärts durch das DeKalb County an Union Star vorbeifließt. In den Third Fork mündet der Little Third Fork, der in südlicher Richtung durch die Countys DeKalb und Buchanan fließt und an Clarksdale vorbeiführt.
Im Platte County münden der Little Platte River, der im DeKalb County entspringt und in südsüdwestlicher Richtung durch das Clinton und Clay an Plattsburg und Smithville vorbeiführen. In der Nähe von Smithville besteht ein Staudamm, den das United States Army Corps of Engineers errichtet hat und der den Little Platte River zum Smithville Lake aufstaut.

## Geschichte
Als Missouri 1821 in die Union eintrat, wurde die westliche Grenze Missouris zwischen Arkansas und Iowa durch den Zusammenfluss von Kansas River und Missouri River in den West Bottoms in Kansas City bestimmt. Das Land, das heute im Nordwesten Missouris liegt, war durch die Indianer von den Stämmen der Iowa, Sauk und Fox besiedelt.
Siedler, der bekannteste von ihnen war Joseph Robidoux in St. Joseph, begannen sich über das Land auszubreiten und spätere Siedler im Norden Missouris waren verärgert, vom Rest des Staates abgeschnitten zu sein.
Im Jahr 1836 brachte William Clark die Indianerstämme dazu, ihr Land im Nordwesten Missouris zu verkaufen. Dieser Deal, der als Platte Purchase bekannt ist, wurde nach dem Fluss benannt. Der Vertrag wurde 1837 ratifiziert und den Indianerstämmen wurde 7500 US-Dollar für ein Gebiet ausgezahlt, das etwa der Fläche von Delaware und Rhode Island entsprach. Das Gebiet wurde dann an Missouri angegliedert.
Im Jahr 1838 benutzten die Siedler dann den Fluss und auch den Nodaway River, um das neuerlich verfügbare Land zu erreichen. In heutiger Zeit wird der Platte River nicht zu Transportzwecken benutzt, die Dampfboote legten allerdings in früherer Zeit in Tracy an.
Am 3. September 1861 brannten Guerillakämpfer eine Brücke über den Fluss in St. Joseph nieder und brachten einen Zug der Hannibal & St. Joseph Railroad zum Entgleisen. Durch die Platte-Bridge-Eisenbahntragödie wurden zwischen 17 and 20 Personen getötet und 200 verletzt. Dabei handelte es sich um eine der schlimmsten Angriffe auf einen Personenzug während des Amerikanischen Bürgerkrieges. Unionstruppen brannten Platte City 1861 und 1864 nieder, als sie versuchten, die Einwohner zur Herausgabe von Silas M. Gordon zu bringen, der verdächtigt wurde, der Anstifter des Anschlages auf den Zug gewesen zu sein.
Der Fluss ist der mächtigste im Gebiet des damaligen Ankaufes und fließt durch die Kansas City Metropolitan Area. Der Fluss ist ein Fluss achter Ordnung. 
Am Pegel, der sich an der Flussmeile 25,1 befindet, ist die durchschnittliche Abflussmenge 54,5 m³/s. Der höchste Durchfluss wurde am 26. Juli 1993 während der Großen Flut von 1993 mit 1070 m³/s gemessen. Der niedrigste Wert war 0,33 m³/s, während einer Trockenperiode im August 1989.